# Kameja Tokudžiró
Kameja Tokudžiró (龜谷 徳次郎, 1825–1884) byl japonský fotograf. Jeho původní příjmení bylo Abe (阿部); byl adoptován rodinou jménem Kameja.

## Životopis
Fotografii se učil v holandské enklávě Dedžima v přístavu Nagasaki , kde lékaři Jan Karel van den Broek a J. L. C. Pompe van Meerdervoort učili kromě medicíny a chemie také fotografii. Kameja na oplátku učil fotografii Rihei Tomišige, který se stal jeho učedníkem v roce 1862. Ve stejném roce se Kameja přestěhoval do Kjóta, kde otevřel fotografické studio – první komerční studio ve městě. V roce 1868 se vrátil do Nagasaki, kde vedl studio až do své smrti. Zemřel v roce 1884 ve Vladivostoku, kde otevřel pobočku svého studia.
Kameja měl dceru Kameja Tojo (龜谷とよ 1852–1885), která mu pomáhala v jeho studiu v Nagasaki a byla jednou z prvních japonských fotografek. V roce 1871 se provdala za Jošii Teidžiróa (吉井禎次郎), kterého rodina adoptovala a přijal jméno Kameja Teidžiró. Pracoval také ve studiu v Nagasaki, později otevřel a provozoval pobočku studia v Koreji, kde působil až do své smrti v roce 1885.
Kameja Tokudžiró pravděpodobně mohl otevřít své studio v Nagasaki  ještě před svým přestěhováním do Kjóta v roce 1862. Pokud tomu tak bylo, mohlo být Kamejovo studio starší než studio Hikoma Ueny a tedy nejstarší v Kjótu.